# 増田修一
増田 修一（ますだ しゅういち、1969年2月 - ）は、日本の生理学者（食品衛生学・環境衛生学）。博士（食品栄養科学）（静岡県立大学・2006年）。静岡県立大学食品栄養科学部・大学院食品栄養環境科学研究院教授。

## 来歴

### 生い立ち
1969年2月生まれ。静岡県立大学に進学し、食品栄養科学部の食品学科にて学んだ。1991年3月、静岡県立大学を卒業した。その後、静岡県立大学の大学院に進学し、生活健康科学研究科の食品栄養科学専攻にて学んだ。1994年3月、静岡県立大学の大学院を修了した。なお、後年、静岡県立大学から博士（食品栄養科学）の学位を授与されている。

### 研究者として
大学院修了後は、1995年から、環境コンサルティングの大手である新日本気象海洋（のちのいであ）に勤務した。新日本気象海洋では、大阪支店の環境化学部に配属され、その研究員となった。また、1997年7月には、厚生省の施設等機関である国立公衆衛生院（のちの国立保健医療科学院）にて、水道工学部の研究員に就任した。1999年6月、新日本気象海洋の後身である国土環境（のちのいであ）にて、環境創造研究所の主査研究員に就任した。
2001年5月、母校である静岡県立大学に転じ、食品栄養科学部の助手に就任した。2009年4月、静岡県立大学にて、食品栄養科学部の准教授に昇任した。食品栄養科学部においては、主として食品生命科学科の講義を担当し、食品衛生学研究室を受け持った。また、静岡県立大学の大学院では、生活健康科学研究科の准教授を兼務することとなった。2012年4月、生活健康科学研究科は薬学研究科と統合され、2研究院1学府に再編された。それにともなって大学院に新設された食品栄養環境科学研究院においても、准教授を兼務することとなった。大学院においては、主として薬食生命科学総合学府の講義を担当した。そのほか、他の教育・研究機関でも教鞭を取っており、静岡大学では講師を非常勤で務めた。

## 研究
専門は生理学や医学に関連が深い衛生学であり、特に食品衛生学や環境衛生学といった分野について研究している。「食を通して、生を衛る」 をキーワードとし、食品に含まれる化学物質の遺伝毒性を調査し、ヒトに対するリスクを評価している。具体的な研究内容としては、アクリルアミドのような食品の中に含まれている化学物質の安全性について、評価・研究に取り組んだ。また、食品の油脂に含まれるトランス脂肪酸やグリシドール脂肪酸について、エステルの定量や生体内での挙動の研究に取り組んだ。また、非ステロイド系抗炎症薬によって誘導される胃粘膜傷害に対する、植物食品の抑制効果について研究している。そのほか、緑茶の機能性についての専門書を編纂するなど、複数の学術書・専門書を執筆している。
食品に微量に含まれる化学物質について、亜硝酸処理にともなう変異原の生成を研究し、それをいかにして制御するかに腐心した。その業績が評価され、望月喜多司記念賞の食品・農薬・医薬品の安全性の分野における奨励賞を授与された。また、リンゴに由来するプロアントシアニジン画分が持つ、食中毒菌の毒素の産生や活性を抑制するはたらきについて研究した。この業績が評価され、2013年10月に日本農芸化学会中部支部企業奨励賞を授与された。
学術団体としては、日本食品衛生学会、日本環境変異原学会、日本薬学会、日本栄養・食糧学会、日本農芸化学会、環境ホルモン学会、などといった団体に所属している。日本食品衛生学会では学会活性化委員会の委員を、日本環境変異原学会では評議員を務めた。

## 人物
専門分野に関する講演なども行っている。また、専門分野以外の活動としては、静岡県立大学陸上競技部にて顧問を務めた。

## 略歴
- 1969年 - 誕生。
- 1991年 - 静岡県立大学食品栄養科学部食品学科卒業。
- 1994年 - 静岡県立大学大学院生活健康科学研究科修了。
- 1995年 - 新日本気象海洋大阪支店環境化学部研究員。
- 1997年7月 - 国立公衆衛生院水道工学部研究員。
- 1999年6月 - 国土環境環境創造研究所主査研究員。
- 2001年5月 - 静岡県立大学食品栄養科学部助手。
- 2009年 - 静岡県立大学食品栄養科学部准教授。
- 2009年 - 静岡県立大学大学院生活健康科学研究科准教授。
- 2012年 - 静岡県立大学大学院食品栄養環境科学研究院准教授。
- 2017年10月 - 同教授。

## 賞歴
- 2007年 - 望月喜多司記念賞奨励賞。
- 2013年 - 日本農芸化学会中部支部企業奨励賞。

## 著作

### 編著
- 増田修一編著『健康と食の安全を考えた食品衛生学実験』改訂新版、アイ・ケイコーポレーション、2013年。ISBN 9784874923160

### 編纂
- 森田明雄ほか編『茶の機能と科学』朝倉書店、2013年。ISBN 9784254435443

### 執筆等
- 那須正夫・和田啓爾編『食品衛生学――「食の安全」の科学』改訂2版、南江堂、2011年。ISBN 9784524402724
- 日本香辛料研究会編『スパイスなんでも小事典――おいしくて体によい使い方』講談社、2011年。ISBN 9784062576987
- 横越英彦監修『抗ストレス食品の開発と展望』2巻、シーエムシー、2012年。ISBN 9784781305240
- 白石淳・小林秀光編『食品衛生学』3版、化学同人、2012年。ISBN 9784759812428